# PSPad
PSPad editor je freeware uređivač teksta i izvornog koda namijenjen programerima. Prvi puta se pojavio 2001. Program je napravio jedan autor, Jan Fiala, za Windows platformu.

## Svojstva
PSPad je dizajniran kao univerzalno grafičko korisničko sučelje za mnoge jezike, među kojima su PHP, Perl, HTML i Java.
Pored svih uobičajenih općih funkcija editora, ima i puno dodatnih mogućnosti orijentiranih razvoju softvera, kao što su
- ispitivač koda s isticanjem sintakse,
- heksadecimalni editor,
- rad s projektima,
- istovremeni rad s više datoteka preko višedokumentnog sučelja (MDI) i tabova,
- lorem ipsum generator,
- automatsko kompletiranje,
- rad s datotekama preko FTP,
- traženje i zamjenu korištenjem regularnih izraza i mnogih drugih.

Program je spakiran tako da se može odmah koristiti. Nije ga potrebno instalirati, jednostavno se raspakira u direktorij po želji. Za manje vične korisnike isporučuje se i u obliku standardne Windows instalacije.

## Recenzije
Sveukupno, recenzenti su dobro reagirali na PSPad editor. Softpedia ga je rangirala s 5 zvjezdica, njihovi korisnici su mu dali prosjek od 4.6 zvjezdica a korisnici s Download.com su mu dali ocjenu 4.5 zvjezdica.
Na svojoj web stranici PC Pro daje članak u kojemu uspoređuje PSPad s drugim editorima teksta, hvaleći PSPad zbog njegovih mnogobrojnih funkcija, a i zato što je freeware. Međutim, recenzija kritizira PSPad zbog slabih performansi s velikim datotekama, te favorizira shareware NoteTab Pro za one koji traže "čisti" editor teksta.
Well Done Software, međutim, nije tako kritičan prema programu, tvrdeći da se njegove programerske mogućnosti, iako zahtijevaju vrijeme za učenje, kasnije višestruko isplate u radu.

## Vanjske poveznice
- Web stranica programa PSPad
- Forum programa PSPad